# Relazioni bilaterali tra Cina e Pakistan
Le relazioni tra Cina e Pakistan iniziarono nel 1950, quando il Pakistan fu tra i primi Paesi a porre fine alle relazioni con la Repubblica di Cina (o Taiwan) e a riconoscere il governo della Repubblica Popolare Cinese (RPC) nella Cina continentale. Da allora, entrambi i Paesi hanno attribuito una notevole importanza al mantenimento di una relazione speciale estremamente stretta e di sostegno e i due Paesi si sono scambiati regolarmente visita ad alto livello che hanno portato a una varietà di accordi, la RPC ha fornito assistenza economica, militare e tecnica del Pakistan e ciascun Paese considera l'altro uno stretto alleato strategico.